# ジョン・ボールティング
ジョン・ボールティング（John Boulting、1913年12月21日 - 1985年6月17日）は、イギリスの映画監督、脚本家・映画プロデューサー。やはり映画監督のロイ・ボールティングは双子の兄弟。

## 作品
- これがピーター・セラーズだ!/艶笑・パリ武装娼館
- ツイステッド・ナーブ　密室の恐怖実験
- ヘブンズ・アバーブ
- ピーター・セラーズの 労働組合宣言!!
- 歩兵の前進
- 戦慄の七日間
- ブライトン・ロック